# 금화초등학교
금화초등학교(金花初等學校)는 대한민국 경기도 파주시에 있는 공립 초등학교다.

## 학교 연혁
- 2004. 01. 05 금화초등학교 설립인가
- 2004. 10. 11 초대 이길복 교장 취임
- 2004. 11. 05 개교(6학급 인가)
- 2005. 02. 18 제1회 졸업식(남 8명, 여 15명, 계 23명)
- 2006. 02. 16 제2회 졸업식(남 70명, 여  63명, 계 133명 / 누계 156명)
- 2007. 02. 14 제3회 졸업식(남 76명, 여 111명, 계 187명 / 누계 343명)
- 2008. 02. 16 제4회 졸업식(남 114명, 여 105명, 계 219명 / 누계 562명)
- 2008. 03. 01 39학급 편성, 병설유치원 2학급 편성
- 2008. 03. 01 제2대 조태순 교장 부임
- 2009. 02. 17 제5회 졸업식(남105, 여118, 계223명), 누계 785명
- 2009. 03. 01 40학급 편성, 병설유치원 3학급 편성
- 2010. 02. 10 제6회 졸업식(남100,여121,계221명), 누계 1,006명
- 2010. 03. 01 제3대 황덕순 교장 부임
- 2010. 03. 01 일반(40),학습도움반(1),병설유치원(3)학급 편성
- 2011. 02. 16 제7회 졸업식(남118,여102,계220명), 누계 1,226명
- 2011. 03. 01 일반(37),학습도움반(1),병설유치원(3)학급 편성
- 2011. 03. 16 일반(38),학습도움반(1),병설유치원(3)학급 편성
- 2012. 03. 01 제4대 조건상 교장 부임
- 2012. 03. 04 일반(36),학습도움반(1),병설유치원(3)학급 편성
- 2013. 03. 04 일반(36),학습도움반(1),병설유치원(3)학급 편성
- 2014. 03. 03 일반(36),학습도움반(1),병설유치원(3)학급 편성
- 2015. 03. 01 제5대 최미랑 교장 부임
- 2015. 03. 02 일반(35),학습도움반(1),병설유치원(3)학급 편성